# 차준영 (축구 선수)
차준영(車準營, 2004년 5월 10일 ~ )은 대한민국의 축구 선수로 포지션은 센터백이며 현재 K리그1 포항 스틸러스 소속이다.